# Кашина Фјениле Пеше (Кремона)
Кашина Фјениле Пеше је насеље у Италији у округу Кремона, региону Ломбардија.
Према процени из 2011. у насељу је живело 19 становника. Насеље се налази на надморској висини од 53 м.